# Pieter van der Zaag
Pieter van der Zaag (Grijpskerk, 12 november 1940) is een Nederlands bestuurder van het CDA.
Hij is afgestudeerd aan de Hogere Landbouwschool in Leeuwarden en daarna was hij van 1964 tot 1973 werkzaam als voorlichter bij de Nederlandse Christelijke Boeren- en Tuindersbond (CBTB) in Haarlem. Vervolgens was hij in Haarlem twee jaar docent economie. Daarnaast was hij vanaf 1970 wethouder in Heerhugowaard.
In 1975 begon zijn burgemeesterscarrière in de toenmalige gemeente Midwolda (1975-1983) en tevens tijdelijk waarnemend burgemeester van Nieuweschans (1980-1981). In 1981 is hij afgestudeerd in de rechten aan de Rijksuniversiteit Groningen. Na Midwolda was Van der Zaag eerste burger van Nijkerk (1983-1989) en Smallingerland (1989-2005). Later is hij ook nog waarnemend burgemeester geweest van Arcen en Velden (2006) en Haren (2007). Van februari 2009 tot 31 december 2009 was hij waarnemend burgemeester van Winschoten als opvolger van Janny Vlietstra, die gedeputeerde is geworden in de provincie Drenthe. De gemeente Winschoten is per 1 januari 2010 opgeheven. Op 11 oktober 2010 werd hij waarnemend burgemeester van Winsum ter tijdelijke vervanging van Rinus Michels die anderhalve maand daarvoor met ziekteverlof ging. Sinds 16 juli 2011 is burgemeester Michels echter weer in functie. 